# ユキノシタ
ユキノシタ（雪の下・雪下・虎耳草・鴨脚草・鴨足草・金糸荷、学名: Saxifraga stolonifera）はユキノシタ科ユキノシタ属の植物。別名、イドクサ、コジソウ。山地の湿った場所に生育する草本で、観賞用に庭にも植えられる。脈に沿って縞模様の斑が入った円い葉をつけ、初夏に下2枚の花びらだけが大きな白い5弁花を咲かせる。細い枝を伸ばした先に、新しい株を作って繁殖する。春の山菜として食されるほか、薬用にも使われる。

## 名称
和名ユキノシタの語源については諸説ある。一説には、雪が上につもっても、その下に枯れずに緑の葉があるからとする説や、白い花を雪（雪虫）に見立て、その下に緑の葉があることからとする説がある。このほか、葉の白い斑を雪に見立てたとする説、垂れ下がった花弁を舌に見立てて「雪の舌」とする説などがある。
学名のstoloniferaは、ほふく枝(stolon)で増えることからきている。ドイツ名のユーデンバールト（ユダヤ人のひげの意）、英名のマザー・オブ・サウザンス（子宝草）は、同様に糸状に伸びる走出枝に由来する。中国植物名にもなっている虎耳草（こじそう）とは、葉の丸い形や模様がトラの耳を連想させるから名付けられたと言われている。
日本の地方により、イドグサ、イトバス、イケハタ、イワカズラ、イワブキ、キジンソウ、ミミダレグサ、ユキバスという方言名もある。俳句では鴨足草と書いて「ゆきのした」と読ませることが多い。
夏の季語。花言葉は、「情愛」「切実な愛情」である。

## 分布・生育地
日本と中国の原産。日本の北海道、本州、四国、九州および、国外では中国に分布する。平地から山地まで分布し、谷川べりなど低地の湿った場所や、雑木林や山地の半日陰地で岩場や沢沿いの石垣などに群落をつくって自生する。人家の庭の日陰や生垣、石垣に栽培されることも多い。

## 形態・生態
常緑の多年草。草丈は20 - 50センチメートル (cm) になる。葉は根元から長い葉柄を出してロゼット状に集まり、葉身は円形に近い腎臓形（腎円形）で多肉質、両面に長短の粗い白毛が目立ち、表面は暗緑色で主脈に沿って灰白色の斑が入り、裏面は全体に暗い赤みを帯びる。葉縁は粗く、浅く切れ込みが入る。葉柄や花柄にも粗い毛が生えている。
本種は種子に因る種子繁殖のみならず、親株の根本から、地上茎である紅紫色の走出枝（runner/ランナー）を四方に出して、先端が根付いて子苗をつくり栄養繁殖する。
開花期は初夏（5 - 7月ごろ）で、高さ20 - 50 cmの花茎を出し、先に円錐花序を形成して多数の白い花をつけて目立つ。花は5弁で長短があり、このうち上の3枚が約3 - 4 ミリメートル (mm) と小さく濃紅色の斑点と基部に濃黄色の斑点があり、下の2枚は約15 - 20 mmと大きくて白色で細長く、垂れ下がる。本種の変種または品種とされるホシザキユキノシタには、こうした特徴は現れず、下2枚の長さは上3枚と同じくらいとなる。ユキノシタの雄しべの数は10本、雌しべの数が1本で、雌しべに花柱が2本あり基部は黄色い花盤に取り囲まれている。雄しべは雌しべよりも先に熟して花粉を放出してしまう雌雄異熟のため、雌しべに自花の花粉がつくことを避けている。花柄と萼片には、紅紫色の腺毛がある。
開花後、長さ約4 mmほどの卵形の蒴果（さくか）を実らせ、先端は2個のくちばし状。種子は、極小さな0.5 mmに満たないサイズで、全体に焦げ茶色あるいは黒色であり、全体にほぼ楕円形の不定形をしていて、表面には縦筋がありコブ状突起が多数備えられている。

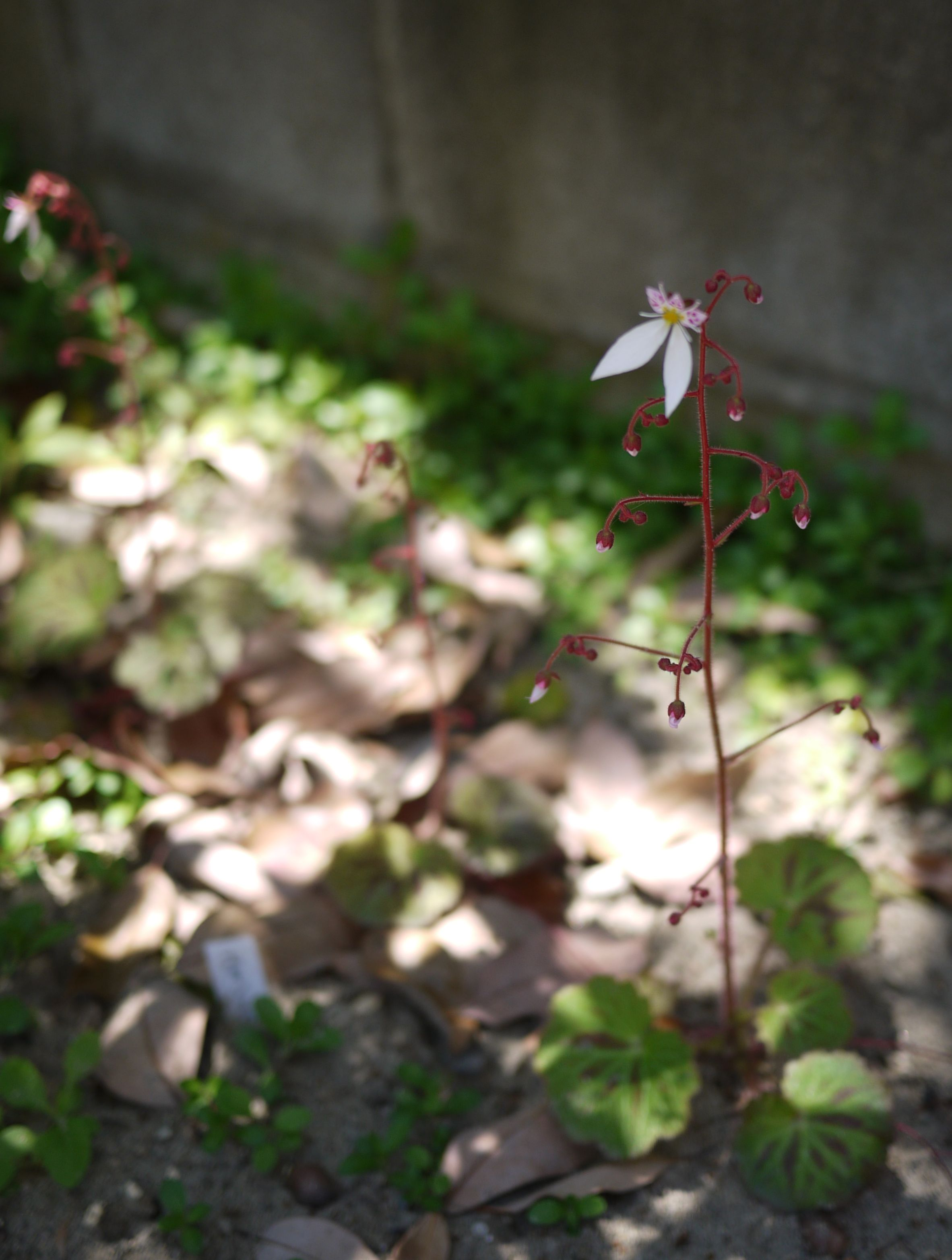
ユキノシタ
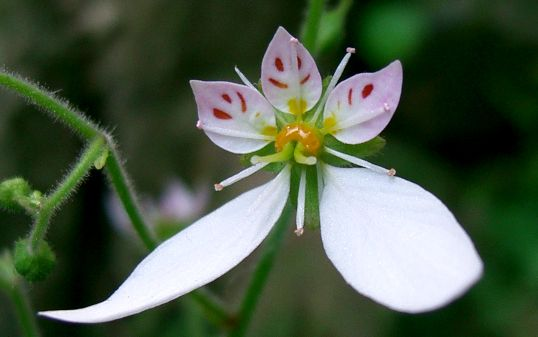
花

### APG植物分類体系での分類
古い分類のクロンキスト体系では、バラ目となっていたが、APG植物分類体系第2版ではユキノシタ目となり、ユキノシタ科のユキノシタ属となる。
被子植物 angiosperms
真正双子葉類 eudicots
コア真正双子葉類 core eudicots
ユキノシタ目 Saxifragales
ユキノシタ科 Saxifragaceae

## 利用
山野草としての人気が高く、観賞用で人家の庭に植えられるほか、薬草や山菜などとしても利用される。食用する葉はクセのない味で、葉に粗い毛があるが、揚げたり、茹でたりすることで気にならなくなる。栽培では、湿った半日陰を好むので、池畔の岩の上などに植えると趣が出る。斑入りの葉の品種が普及している。

### 生薬
薬用部分は葉で、民間薬として、やけど、しもやけ、腫れ物に生の葉をあぶったものを貼って使用されている。また、葉の絞り汁は中耳炎にも用いられ、煎じた汁は痔に用いられている。
葉には硝酸カリウム、塩化カリウム、ベルゲニン、タンニン質などを含んでいる。硝酸カリウム、塩化カリウムには利尿作用があり、ナトリウム（塩）と結びつきやすいため、摂り過ぎた塩分を体外に排出させる効果がある。ペルゲニンは、健胃、下痢止めに役立つとされている。年間を通して葉は採取できるが、特に5 - 7月ごろの開花期によく成育した葉を採集して日干ししたものが生薬になり、虎耳草（こじそう）とよんでいる。民間療法として、からだのむくみ、胃もたれ、下痢のときに、虎耳草1日量5 - 10グラムを約400 - 600 cc（コップ3杯ほど）の水で半量になるまでとろ火で煮つめた煎じ液を、食間3回に分けて服用する用法が知られている。また、葉を火であぶって軟らかくしたものが、腫れものなどの消炎に用いられ、凍傷やしもやけ、火傷にも使われた。生葉をすりおろしたしぼり汁は脱脂綿やガーゼに含ませて、耳だれ、中耳炎、漆によるかぶれ、虫刺され、湿疹の患部に付けると効くと言われている。小児のひきつけ（痙攣）には、生葉を少量の食塩で塩もみして絞った小さじ5杯ほどのしぼり汁を飲ませると、応急措置として一時的に効くとされる。風邪にはユキノシタの葉20g、氷砂糖、ショウガ1片を加えて煎じて飲むと良い。
乾燥させた茎や葉は、煎じて解熱・解毒に利用する。

### 食用
葉と花を食用にする。葉は一年中利用できるが、春から初夏（3 - 5月）の若い葉は山菜として、天ぷらなどにして賞味される。葉の裏面だけにうすく衣を付け、揚げたものを「白雪揚げ」や「初霜揚げ」という。また、葉を茹でて水にしばらくさらして苦味を和らげてから、おひたし、煮浸し、二杯酢、汁の実、ゴマあえや辛子あえなどの和え物、炒め物としても調理される。花は茹でずに、薄い衣で手早く揚げて天ぷらにする。花は柄ごと塩漬けにして、湯を注いで花茶や塩出しして椀種にもできる。

### その他
葉の裏側の表皮細胞(液胞)は赤い色素を含むので、原形質分離が観察しやすい。そのため、高校生物の浸透圧の実験などによく用いられる。

## 近縁種
- ダイモンジソウ (Saxifraga fortunei var. alpina[36])

山間の渓流に生える。下側2枚の花びらが長い花形を、大の字の形に見立てた名である。北海道から屋久島まで分布があるが、各地で変異が多く、多くの変種が報告されている。同様に食用に利用できる。
- ハルユキノシタ (Saxifraga nipponica[38][39])

本種と異なり4～5月頃に咲くことからこの名がある。山間部に咲き、葉は黄緑色で模様がなく光沢があり、花びらの斑点が黄色い。
- ホシザキユキノシタ（Saxifraga stolonifera f. aptera[40]）：茨城県の筑波山にある品種で、5枚の花弁が全部短く、星形に開く[15]。
- アオユキノシタ（Saxifraga stolonifera f. viridifolia[41]）：葉面に斑が入らない園芸品種[15]。

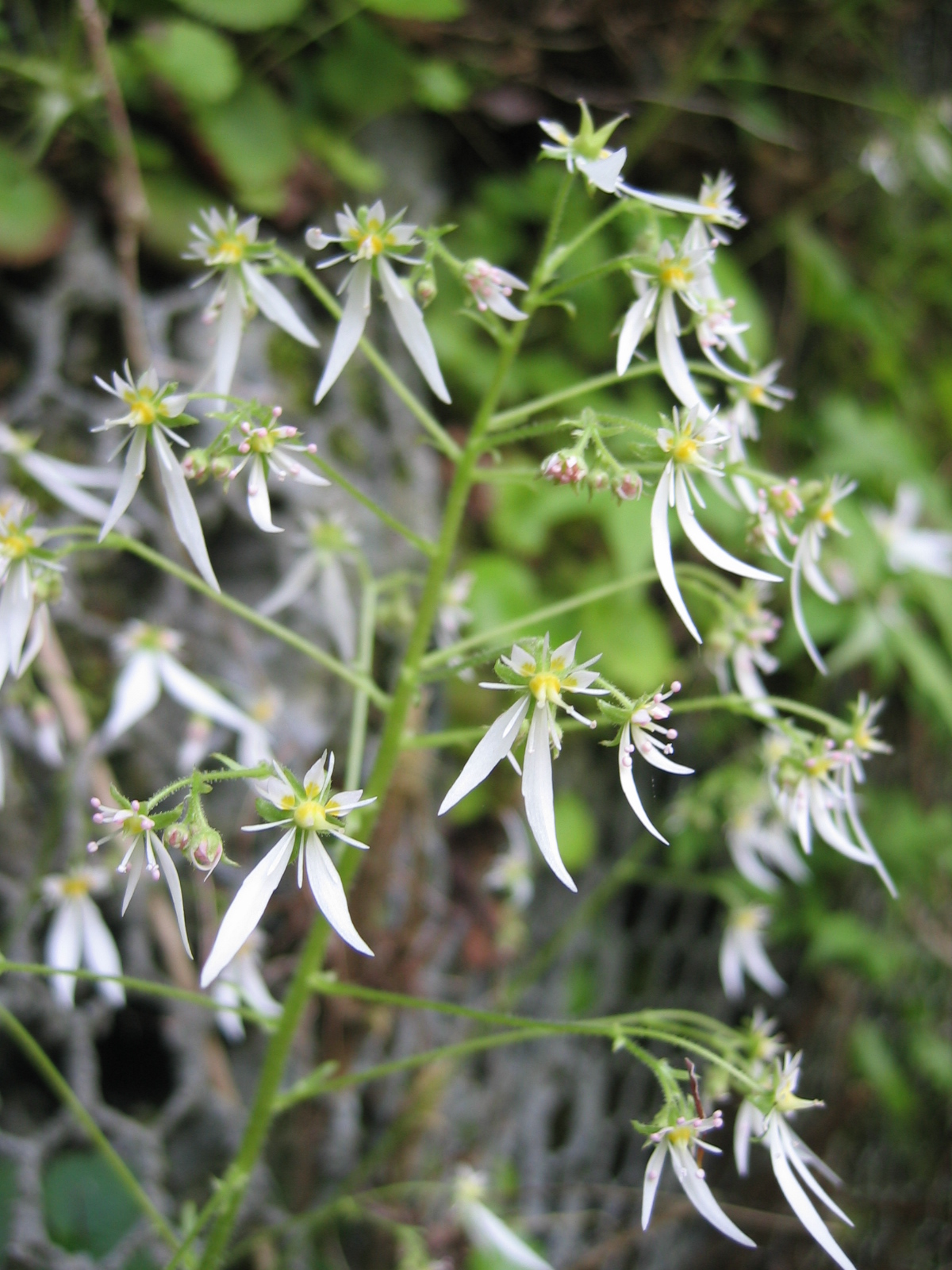
ハルユキノシタ
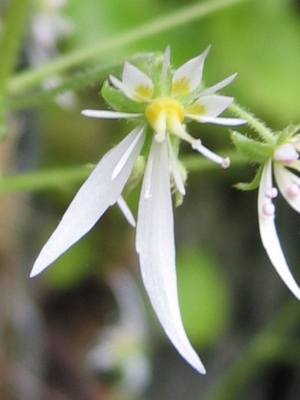
ハルユキノシタの花（左画像の拡大）
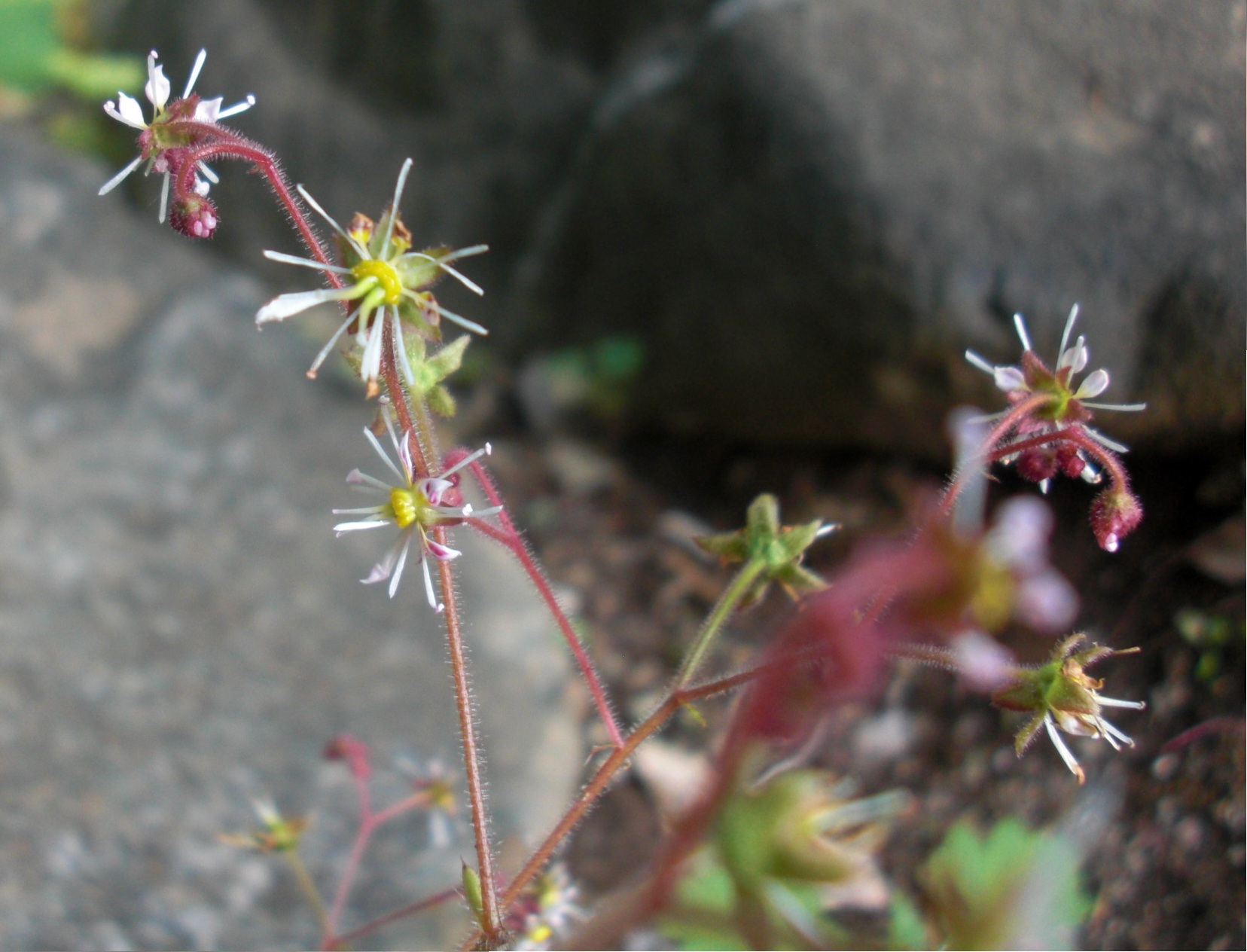
ホシザキユキノシタの花